# Willem van Hessen-Rheinfels-Rotenburg
Willem van Hessen-Rheinfels-Rotenburg (Kassel, 15 mei 1648 - Langenschwalbach, 20 november 1725) was van 1693 tot aan zijn dood landgraaf van Hessen-Rheinfels-Rotenburg. Hij behoorde tot het huis Hessen-Kassel.

## Levensloop
Willem was de oudste zoon van landgraaf Ernst van Hessen-Rheinfels-Rotenburg uit diens huwelijk met Maria Eleonora, dochter van graaf Filips Reinhard I van Solms-Lich.
Na de dood van zijn vader in 1693 werd hij landgraaf van Hessen-Rheinfels-Rotenburg. Zijn domeinen omvatten onder meer het graafschap Neder-Katzenelnbogen en de ambten en sloten van Rheinfels, Reichenberg en Hohenstein. Ook bezat hij domeinen in Falkenberg, Cornberg en Langenschwalbach. Willem schonk het ambt en de stad Eschwege aan zijn broer Karel, in ruil voor de stad en het ambt Rotenburg. Hij haalde zijn inkomsten uit tolheffingen aan de Rijn en de stad Boppard en uit belastingen op wijn, landbouw en wol.
Willem resideerde in Rotenburg, maar verbleef ook vaak in Langenschwalbach, in het Taunusmiddelgebergte. Hij overleed in november 1725 op 77-jarige leeftijd en werd bijgezet in de katholieke Sint-Elisabethkerk van Langenschwalbach.

## Huwelijk en nakomelingen
Op 3 maart 1669 huwde hij in Rochefort met Maria Anna (1652-1688), dochter van graaf Frans Karel van Löwenstein-Wertheim-Rochefort. Ze kregen negen kinderen:
- Eleonora (1674)
- Maria Eleonora (1675-1720), huwde in 1692 met vorst Theodoor Eustachius van Palts-Sulzbach
- Elisabeth (1677-1739), huwde eerst in 1695 met vorst Frans Alexander van Nassau-Hadamar en daarna in 1727 met graaf Anton Ferdinand van Attems
- Sophia (1678)
- Amalia (1679-1680)
- Anna (1680-1766), kloosterzuster
- Ernestine (1681-1732), huwde in 1719 met Robert de La Cerda, graaf van Villalonga
- Ernst Leopold (1684-1749), landgraaf van Hessen-Rheinfels-Rotenburg